# オレーヴァノ・ロマーノ
オレーヴァノ・ロマーノ（伊: Olevano Romano）は、イタリア共和国ラツィオ州ローマ県にある、人口約6,400人の基礎自治体（コムーネ）。

## 地理

### 位置・広がり
ローマ県南東部のコムーネ。

#### 隣接コムーネ
隣接するコムーネは以下の通り。括弧内のFRはフロジノーネ県所属を示す。
- ベッレグラ
- ジェナッツァーノ
- パリアーノ (FR)
- ロイアーテ
- サン・ヴィート・ロマーノ
- セッローネ (FR)

### 気候分類・地震分類
オレーヴァノ・ロマーノにおけるイタリアの気候分類 (it) および度日は、zona E, 2344 GGである。
また、イタリアの地震リスク階級 (it) では、zona 2B (sismicità media) に分類される。

## 行政

### 山岳部共同体
広域行政組織である山岳部共同体「アニェーネ山岳部共同体」 (it:Comunità montana dell'Aniene) （事務所所在地: アーゴスタ）に属する。

## オレーヴァノ・ロマーノを描いた美術作品
オレーヴァノ・ロマーノには多くの画家が訪れて風景画を描いている。

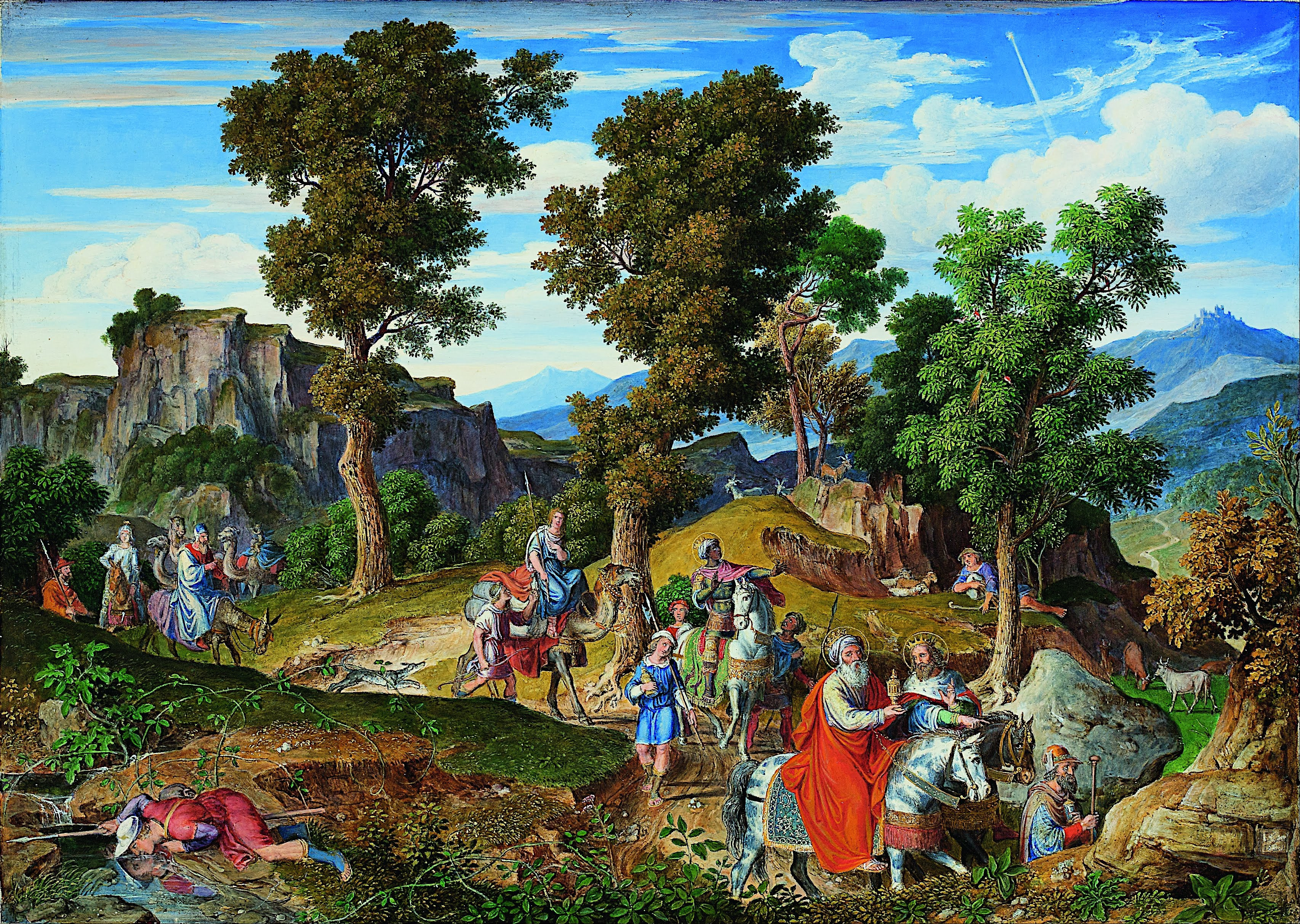
「賢者の行列と岩のある風景」(1820) (画)ヨーゼフ・アントン・コッホ
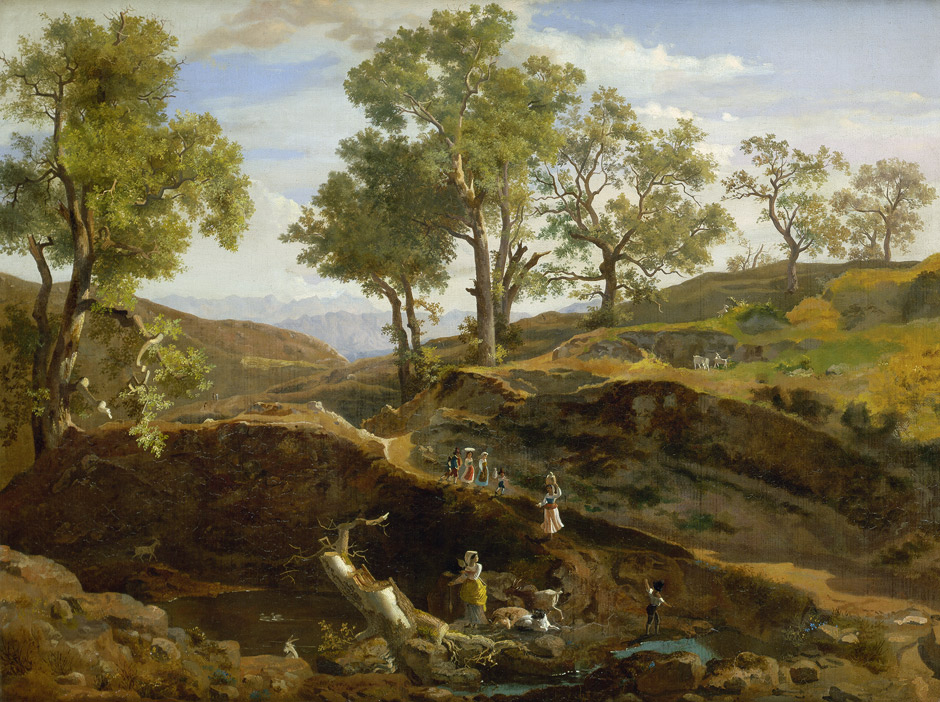
「Serpentara」 アウグスト・ルーカス
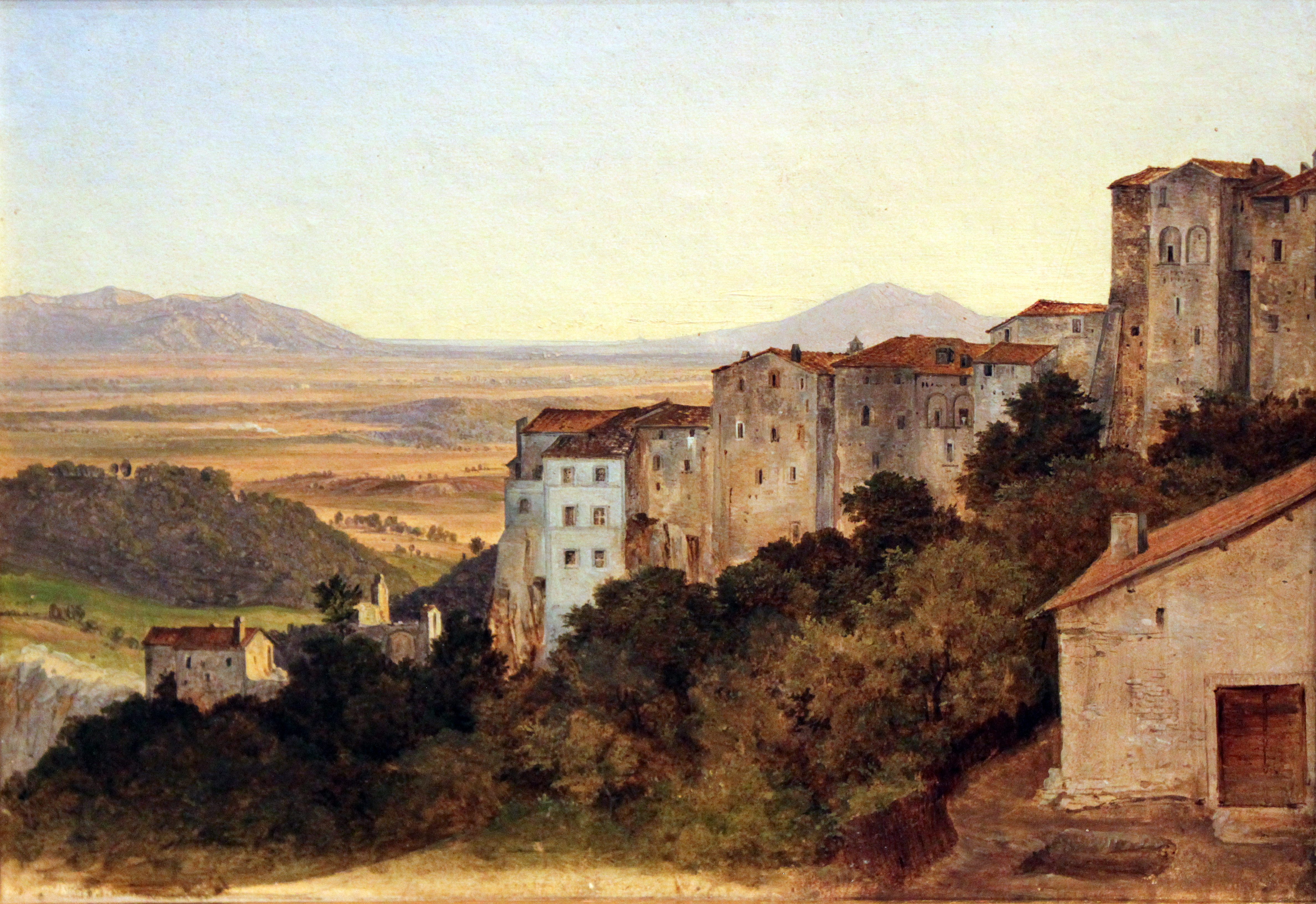
「オレーヴァノの風景」(1823) (画)ハインリヒ・ラインホルト
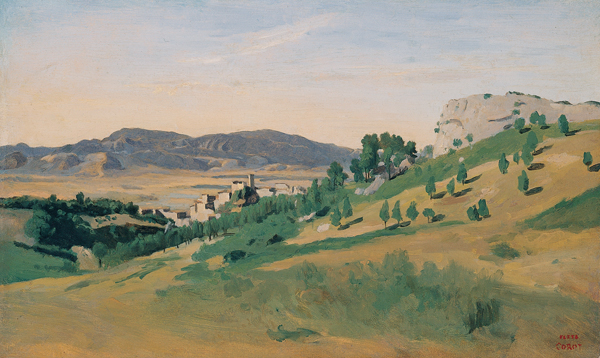
「オレーヴァノの風景」(1927) (画)ジャン＝バティスト・カミーユ・コロー
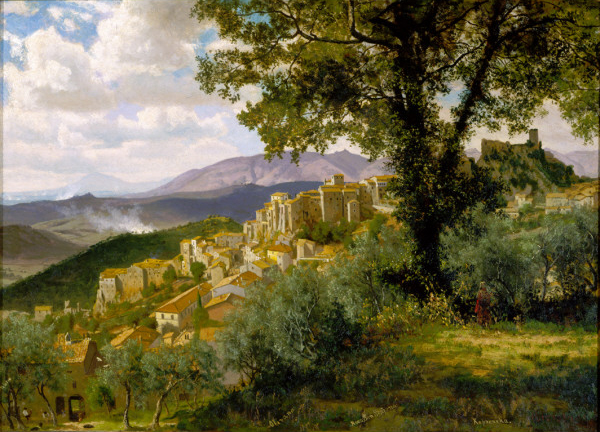
「オレーヴァノ」(1856/1857) (画)アルバート・ビアスタット
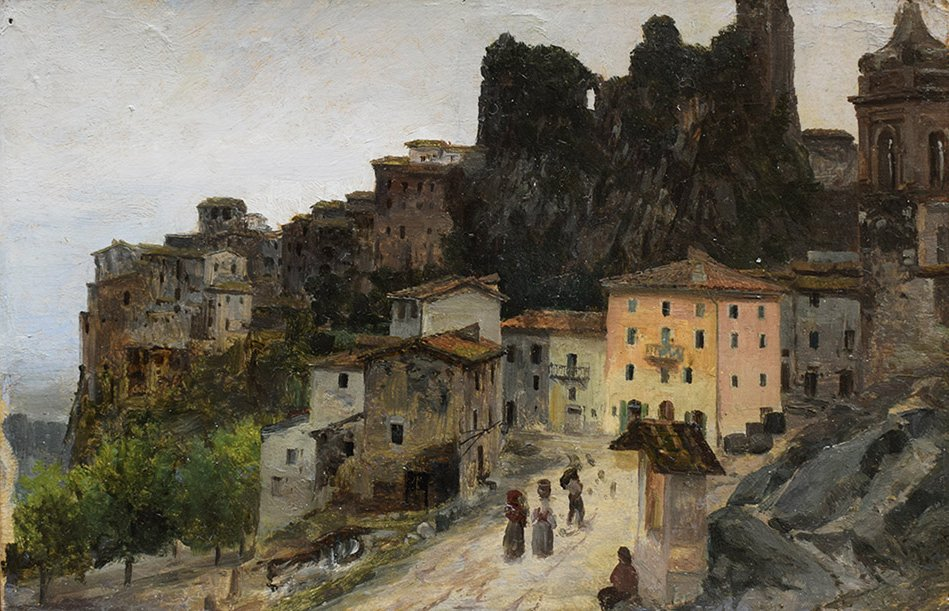
「オレーヴァノ・ロマーノの風景」 ピエトロ・サッシ
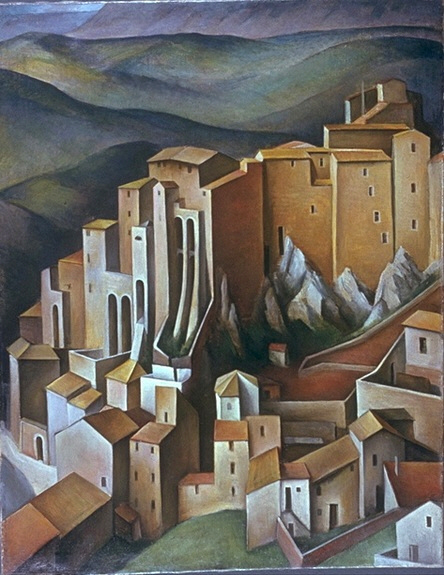
「オレーヴァノ」(1927) (画)アレクサンデル・カノルト